# Élection présidentielle allemande de 2004
L’élection présidentielle allemande de 2004 (Wahl des deutschen Bundespräsidenten 2004) s'est tenue le 23 mai 2004, lors de la réunion de la 12e Assemblée fédérale au palais du Reichstag. Le collège des grands électeurs s'est réuni sous la présidence de Wolfgang Thierse, président du Bundestag.
Ce scrutin a vu la victoire de Horst Köhler, candidat de la CDU/CSU, dès le premier tour.

## Composition de l'Assemblée fédérale
La 12e Assemblée fédérale était composée des 602 députés du Bundestag et de 603 représentants des Länder, soit un total de 1 205 membres.
La composition par parti politique et par Land était la suivante:

## Candidats à la présidence fédérale
Deux candidats se présentèrent à cette élection. Horst Köhler, ancien président du FMI se présenta pour la CDU/CSU. Il fut opposé à la candidate désignée par le SPD, Gesine Schwan, actuelle présidente de l'Université européenne Viadrina. Elle fut choisie après que le président fédéral sortant, Johannes Rau, ait refusé de briguer un nouveau mandat.
Aucun autre parti ne présenta de candidat. Le FDP, allié de la CDU, apporta son soutien à Köhler. À l'inverse, Les Verts soutinrent leurs alliés du SPD avec lesquels ils formaient la coalition rouge-verte au sein du gouvernement du chancelier Gerhard Schröder. La candidate social-démocrate pouvait également compter sur les voix du PDS.

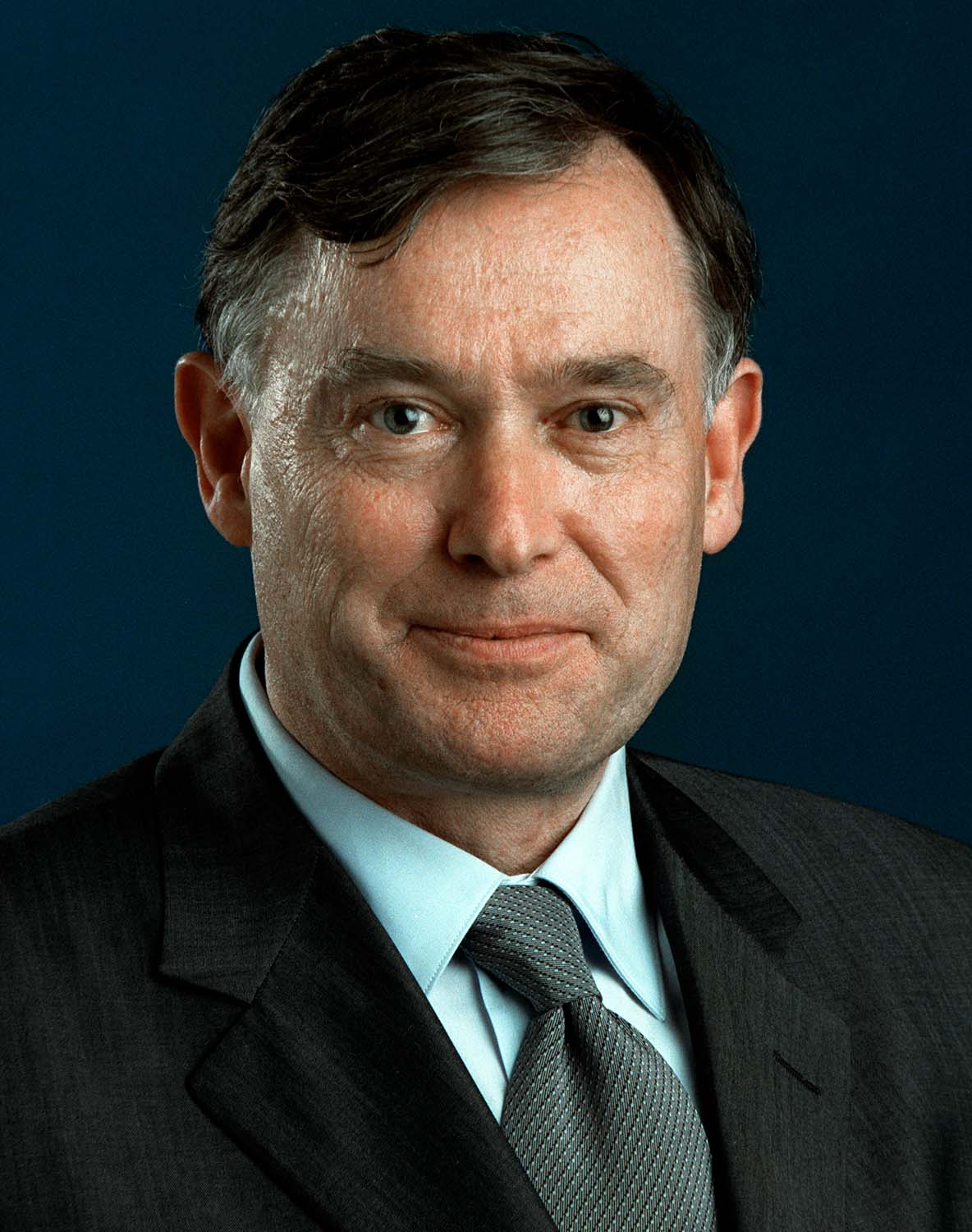
Horst Köhler (CDU/CSU)
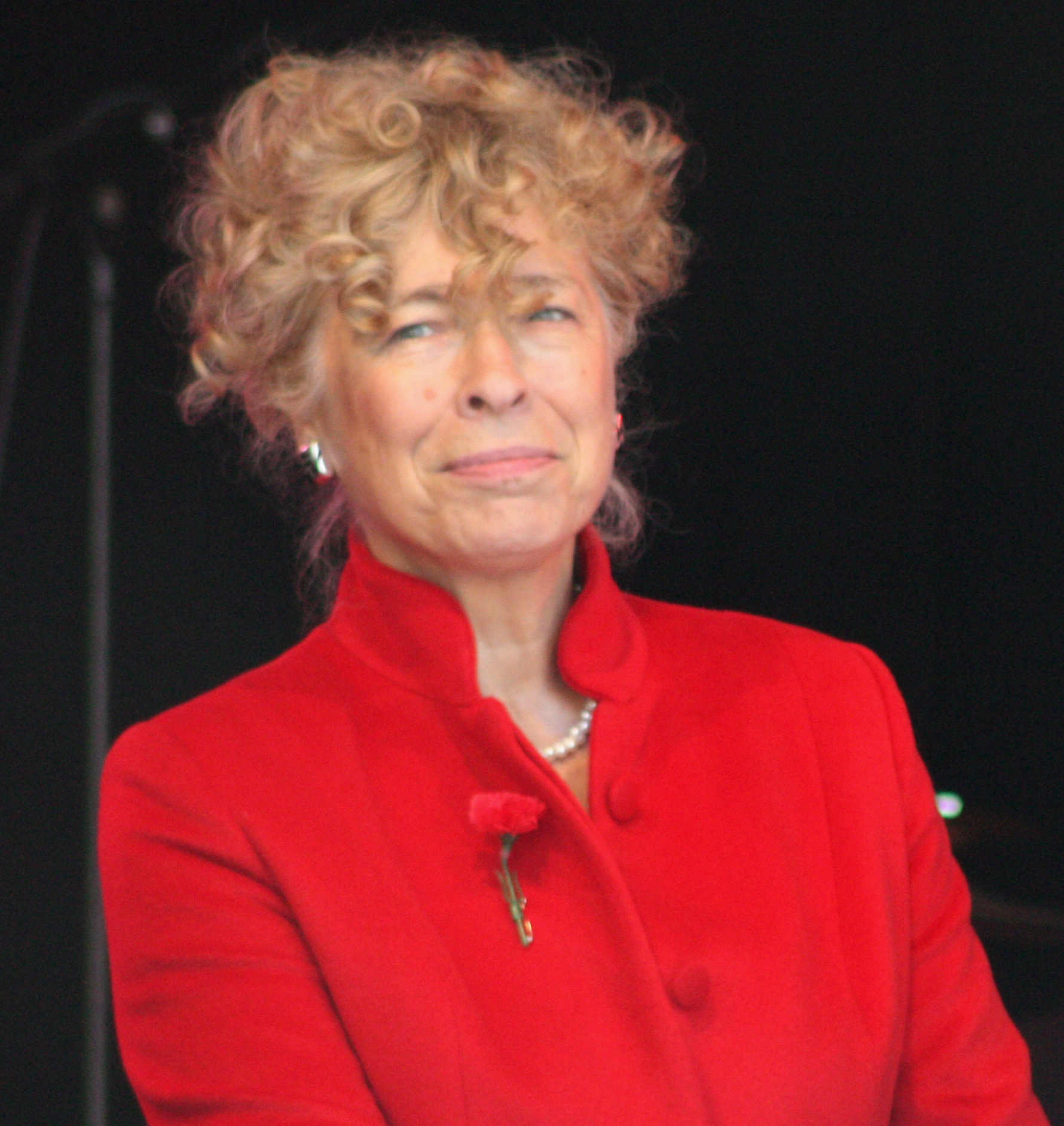
Gesine Schwan (SPD)

## Résultat
| Candidats                | Candidats                | Partis                   | Premier tour | Premier tour |
| Candidats                | Candidats                | Partis                   | Voix         | %            |
| ------------------------ | ------------------------ | ------------------------ | ------------ | ------------ |
|                          | Horst Köhler             | CDU                      | 604          | 50,62        |
|                          | Gesine Schwan            | SPD                      | 589          | 49,38        |
|                          |                          |                          |              |              |
| Majorité requise         | Majorité requise         | Majorité requise         | 603 voix     | 603 voix     |
|                          |                          |                          |              |              |
| Suffrages exprimés       | Suffrages exprimés       | Suffrages exprimés       | 1 193        | 99,84        |
| Votes blancs et nuls     | Votes blancs et nuls     | Votes blancs et nuls     | 2            | 0,16         |
| Total                    | Total                    | Total                    | 1 195        | 100          |
| Abstentions              | Abstentions              | Abstentions              | 9            | 0,74         |
| Absents                  | Absents                  | Absents                  | 1            | 0,09         |
| Inscrits / Participation | Inscrits / Participation | Inscrits / Participation | 1 205        | 99,17        |

## Analyse
L'alliance entre les conservateurs de la CDU/CSU et les libéraux du FDP ayant la majorité absolue à l'Assemblée fédérale (622 des 1 205 membres), l'élection de Horst Köhler devait être une formalité. Cependant, bien qu'il ait été élu dès le premier tour, le résultat se révéla beaucoup plus serré que prévu, Köhler n'obtenant qu'une voix de plus que la majorité absolue.